# Castellino del Biferno
Castellino del Biferno är en ort och kommun i provinsen Campobasso i regionen Molise i Italien. Kommunen hade 555 invånare (2018).